# Први неуспели председнички избори у Србији 2002.
На јесен 2002. два пута су одржани неуспели избори за председника Републике Србије. Овај чланак описује прве од тих избора, чији је први круг одржан 29. септембра, а други 13. октобра 2002. Како у другом кругу није гласало по тадашњем изборном закону неопходних 50% уписаних бирача, ови избори су проглашени неуспелим и изборни поступак поновљен.
У првом кругу избора, одржаном 29. септембра 2002, право гласа је имало 6.553.042 грађана уписаних у бирачки списак. Гласало је њих 3.637.062 (55,50%). Употребљено је 3.634.498  (55,46% броја уписаних бирача) гласачких листића, од чега је било 3.559.964 (97,95%) важећих и 74.534 (2,05%) неважећих гласачких листића. Укупно је одштампано 6.575.413 листића; неупотребљено је остало 2.937.484.
Гласало се на 8.615 утврђених бирачких места.
С обзиром да ниједан од кандидата није освојио натполовичну већину бирача који су гласали, одржан је други круг избора 13. октобра 2002. у којем су учествовали др Војислав Коштуница, кандидат Демократске странке Србије, и др Мирољуб Лабус, кандидат Групе грађана „Најбоље за Србију – Мирољуб Лабус“.
| Р  | Л  | Кандидат                        | Предлагач                                           | Гласова   | %     |
| -- | -- | ------------------------------- | --------------------------------------------------- | --------- | ----- |
| 1  | 4  | др Војислав Коштуница           | Демократска странка Србије                          | 1.123.420 | 30,89 |
| 2  | 5  | др Мирољуб Лабус                | Група грађана – „Најбоље за Србију – Мирољуб Лабус" | 995.200   | 27,36 |
| 3  | 11 | др Војислав Шешељ               | Српска радикална странка                            | 845.308   | 23,24 |
| 4  | 1  | Вук Драшковић                   | Српски покрет обнове                                | 159.959   | 4,40  |
| 5  | 9  | проф. Борислав Пелевић          | Странка српског јединства                           | 139.047   | 3,82  |
| 6  | 2  | Велимир — Бата Живојиновић      | Социјалистичка партија Србије                       | 119.052   | 3,27  |
| 7  | 8  | Небојша Павковић                | Група грађана                                       | 75.662    | 2,08  |
| 8  | 3  | проф. др Бранислав-Бане Ивковић | Група грађана – Социјалисти за повратак бази        | 42.853    | 1,18  |
| 9  | 7  | др Вук Обрадовић                | Социјалдемократија                                  | 26.050    | 0,72  |
| 10 | 6  | др Томислав Лалошевић           | Група грађана                                       | 25.133    | 0,69  |
| 11 | 10 | др Драган Раденовић             | Група грађана – „Друштво слободних грађана"         | 8.280     | 0,23  |

У другом кругу избора, одржаном 13. октобра 2002, право гласа је имало 6.553.042 грађана уписаних у бирачки списак. Гласало је њих 2.979.254 (45,46%). Употребљено је 2.978.468 (45,45% броја уписаних бирача) гласачких листића, од чега је било 2.913.041 (97,80%) важећих и 65.427 (2,20%) неважећих гласачких листића. Укупно је одштампано 6.577.992 листића; неупотребљено је остало 3.597.329.
Гласало се на 8.615 утврђених бирачких места.
| Р | Л | Кандидат           | Предлагач                                           | Гласова   | %     |
| - | - | ------------------ | --------------------------------------------------- | --------- | ----- |
| 1 | 1 | Војислав Коштуница | Демократска странка Србије                          | 1.991.947 | 66,86 |
| 2 | 2 | др Мирољуб Лабус   | Група грађана – „Најбоље за Србију – Мирољуб Лабус" | 921.094   | 30,92 |